# نیکون دی ۷۰
نیکون دی ۷۰ (به انگلیسی: Nikon D70) یک دوربین عکاسی تک‌لنزی بازتابی ساخت شرکت نیکون است.